# دهستان لائوا
دهستان لائوا (به لاتین: Laeva Parish) یک دهستان در استونی است که در شهرستان تارتو واقع شده‌است.

## نگارخانه

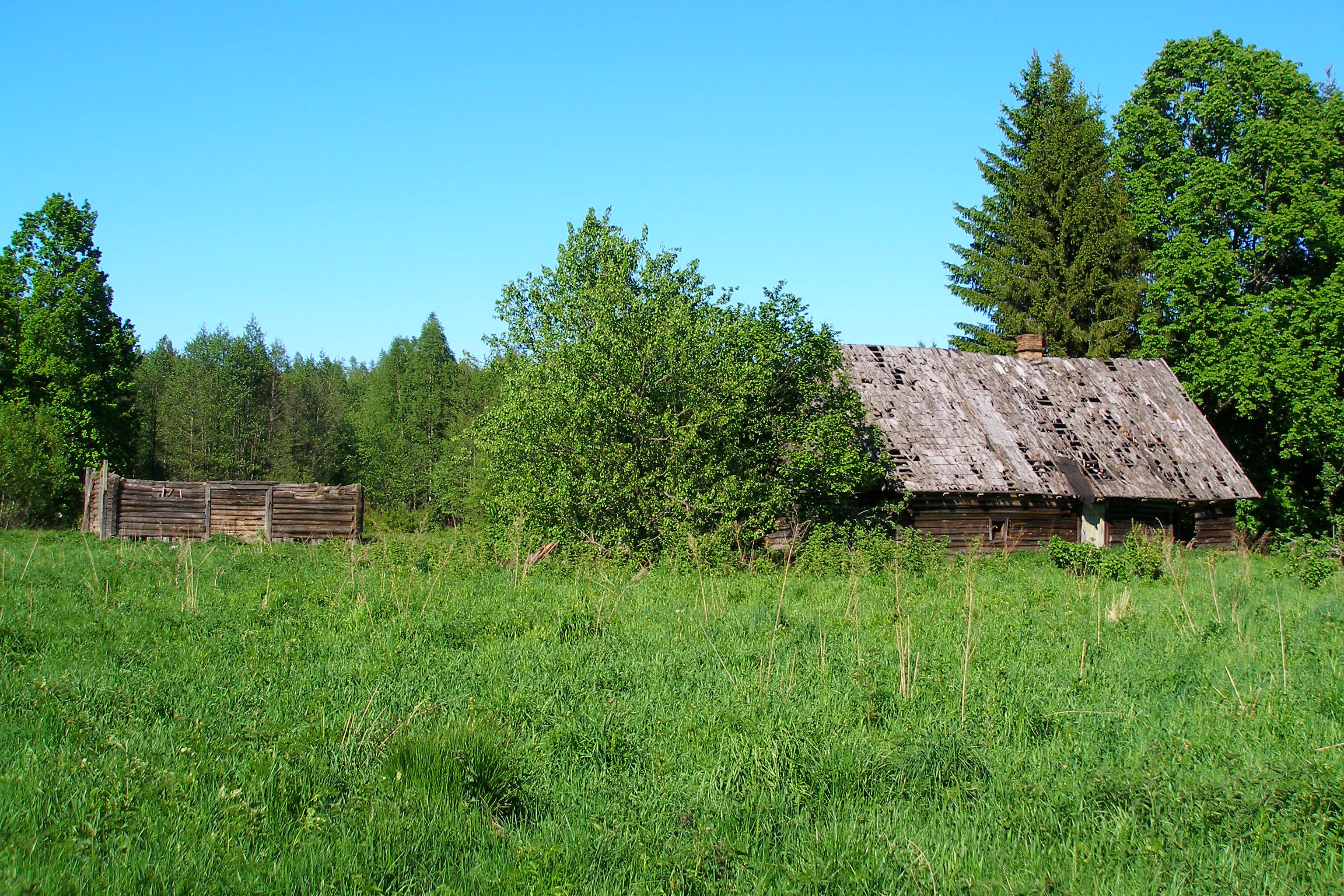